# Mohamed Simakan
Mohamed Simakan (Marsiglia, 3 maggio 2000) è un calciatore francese di origini guineane, difensore dell'Al-Nassr.

## Caratteristiche tecniche
È un difensore centrale forte fisicamente, che può disimpegnarsi anche come terzino destro. È abile nel gioco aereo e nell'impostazione del gioco.

## Carriera

### Club
Cresciuto nel settore giovanile dell'Olympique Marsiglia, nel 2016 è stato acquistato dallo Strasburgo. Ha esordito in prima squadra il 25 luglio 2019 disputando l'incontro dei preliminari Europa League vinto per 3-1 contro il Maccabi Haifa.
Il 22 marzo 2021 viene acquistato dal RB Lipsia, con cui firma un quinquennale; il trasferimento sarà valido a partire dal luglio seguente.

### Nazionale
Nel 2019 è stato convocato dal commissario tecnico Bernard Diomède nella nazionale francese Under-20. Ha esordito l'8 settembre 2019 contro la Slovenia, andando in rete nella partita amichevole pareggiata per 2-2 in trasferta.

## Statistiche

### Presenze e reti nei club
Aggiornato al 22 marzo 2025.
| Stagione            | Squadra             | Campionato          | Campionato | Campionato | Coppe nazionali | Coppe nazionali | Coppe nazionali | Coppe continentali | Coppe continentali | Coppe continentali | Altre coppe | Altre coppe | Altre coppe | Totale | Totale | Totale |
| Stagione            | Squadra             | Comp                | Pres       | Reti       | Comp            | Pres            | Reti            | Comp               | Pres               | Reti               | Comp        | Pres        | Reti        | Pres   | Reti   |        |
| ------------------- | ------------------- | ------------------- | ---------- | ---------- | --------------- | --------------- | --------------- | ------------------ | ------------------ | ------------------ | ----------- | ----------- | ----------- | ------ | ------ | ------ |
| 2017-2018           | Strasburgo 2        | CFA                 | 18         | 1          | -               | -               | -               | -                  | -                  | -                  | -           | -           | -           | 18     | 1      |        |
| 2018-2019           | Strasburgo 2        | CFA                 | 6          | 0          | -               | -               | -               | -                  | -                  | -                  | -           | -           | -           | 6      | 0      |        |
| Totale Strasburgo 2 | Totale Strasburgo 2 | Totale Strasburgo 2 | 24         | 1          |                 | -               | -               |                    | -                  | -                  |             | -           | -           | 24     | 1      |        |
| 2019-2020           | Strasburgo          | L1                  | 19         | 0          | CF+CdL          | 1+0             | 0               | UEL                | 5                  | 0                  | -           | -           | -           | 25     | 0      |        |
| 2020-2021           | Strasburgo          | L1                  | 19         | 1          | CF              | 0               | 0               | -                  | -                  | -                  | -           | -           | -           | 19     | 1      |        |
| Totale Strasburgo   | Totale Strasburgo   | Totale Strasburgo   | 38         | 1          |                 | 1               | 0               |                    | 5                  | 0                  |             | -           | -           | 44     | 1      |        |
| 2021-2022           | RB Lipsia           | BL                  | 28         | 1          | CG              | 6               | 0               | UCL+UEL            | 4+3                | 0                  | -           | -           | -           | 41     | 1      |        |
| 2022-2023           | RB Lipsia           | BL                  | 24         | 1          | CG              | 5               | 1               | UCL                | 7                  | 1                  | SG          | 1           | 0           | 37     | 3      |        |
| 2023-2024           | RB Lipsia           | BL                  | 32         | 2          | CG              | 2               | 0               | UCL                | 7                  | 1                  | SG          | 1           | 0           | 42     | 3      |        |
| ago.-set. 2024      | RB Lipsia           | BL                  | 1          | 0          | CG              | 1               | 0               | UCL                | -                  | -                  | -           | -           | -           | 2      | 0      |        |
| Totale RB Lipsia    | Totale RB Lipsia    | Totale RB Lipsia    | 85         | 4          |                 | 14              | 1               |                    | 21                 | 2                  |             | 2           | 0           | 122    | 7      |        |
| 2024-2025           | Al-Nassr            | SPL                 | 19         | 1          | KC              | 2               | 0               | ACL                | 9                  | 0                  | SS          | -           | -           | 30     | 1      |        |
| Totale carriera     | Totale carriera     | Totale carriera     | 166        | 7          |                 | 17              | 1               |                    | 35                 | 2                  |             | 2           | 0           | 220    | 10     |        |

## Palmarès

### Club

#### Competizioni nazionali
- Coppa di Germania: 2

RB Lipsia: 2021-2022, 2022-2023
- Supercoppa di Germania: 1

RB Lipsia: 2023